# Tungho
Tungho, ook Zuid-Saiset, is een dialect van het Saisiyat, een Paiwanische taal gesproken in het noordwesten van Taiwan. Het Tungho is genoemd naar het kleine dorpje Tung-ho in het noordwesten van Taiwan. Tungho wordt nog actief gebruikt; zeker in vergelijking met het Taai.

## Classificatie
- Austronesische talen
  - Formosaanse talen
    - Paiwanische talen
      - Saisiyat
        - Tungho

Taai · Tungho